# Sư đoàn Phòng không 361, Quân đội nhân dân Việt Nam
Sư đoàn Phòng không 361 hay Đoàn Phòng không Hà Nội là một sư đoàn phòng không trực thuộc Quân chủng Phòng không - Không quân.

## Lịch sử
Ngày 19 tháng 5 năm 1965, Bộ tổng tư lệnh ra Quyết định số 67/QĐ-QP thành lập Bộ tư lệnh Phòng không Hà Nội trực thuộc Quân chủng Phòng không - Không quân . Đến ngày 13 tháng 6 năm 1967, Bộ Tổng Tham mưu ra quyết định đổi phiên hiệu Bộ tư lệnh Phòng không Hà Nội thành Sư đoàn Phòng không 361 trực thuộc Quân chủng Phòng không - Không quân.
Trong kháng chiến chống Mỹ, cứu nước, Sư đoàn đã cơ động, chiến đấu hơn 20 tỉnh, thành phố, đánh trên 1.800 trận, bắn rơi 591 máy bay (trong đó có 35 pháo đài bay B-52).
Đặc biệt, trong Chiến dịch Phòng không bảo vệ Hà Nội cuối tháng 12-1972, Sư đoàn bắn rơi 29 máy bay (trong đó có 25 chiếc B-52), hoàn thành xuất sắc nhiệm vụ, góp phần làm nên Chiến thắng “Hà Nội - Điện Biên Phủ trên không”. 

## Tổ chức
- Trung đoàn Pháo phòng không 218 (Đoàn Hoa Lư) [2]
- Trung đoàn Pháo phòng không 280 (Đoàn Hồng Lĩnh) [3]
- Trung đoàn Tên lửa 236 (Đoàn Sông Đà) [4]
- Trung đoàn Tên lửa 250 (Đoàn Thăng Long) [5]
- Trung đoàn Tên lửa 257 (Đoàn Cờ Đỏ) [6]
- Trung đoàn Tên lửa 64 [7]
- Trung đoàn Radar 293 (Đoàn Phù Đổng) [8]

## Lãnh đạo hiện nay
- Sư đoàn trưởng: Đại tá Lê Anh Chiến [9]
- Chính ủy: Đại tá Thái Huy Quang [10]